# Uzbekistan

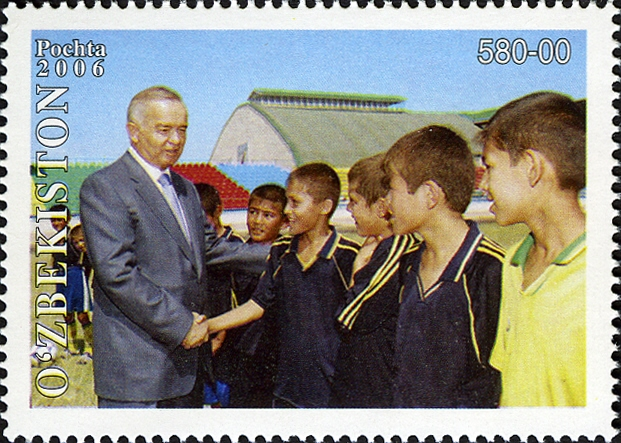
Były prezydent Uzbekistanu Islom Karimov na znaczku pocztowym z uzbeckimi dziećmi

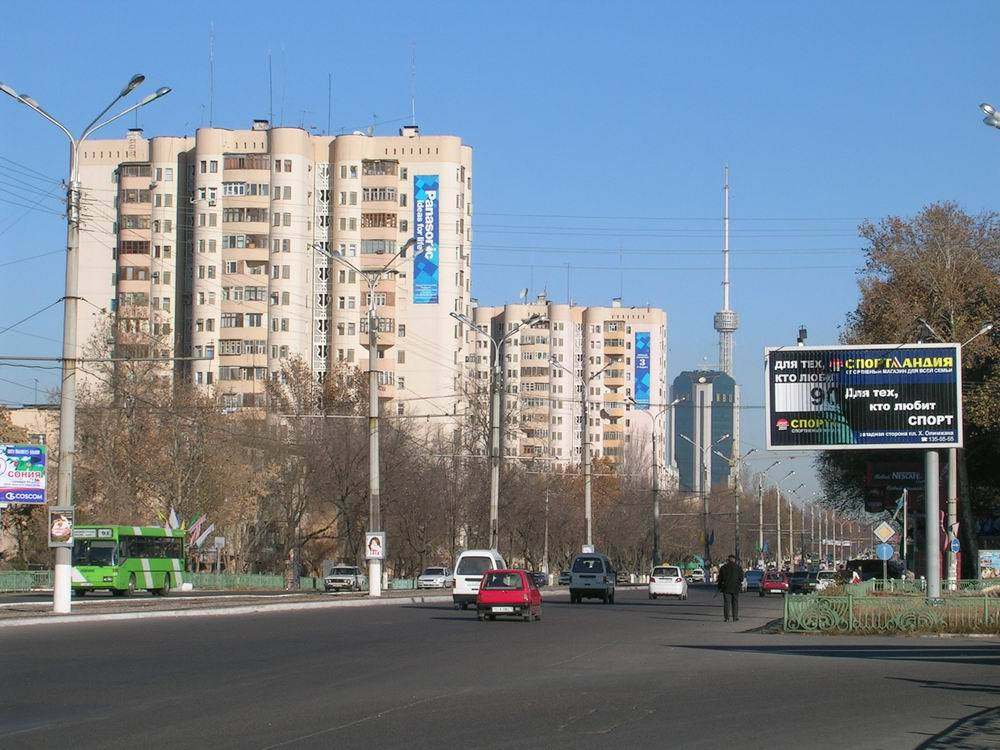
Centrum Taszkentu

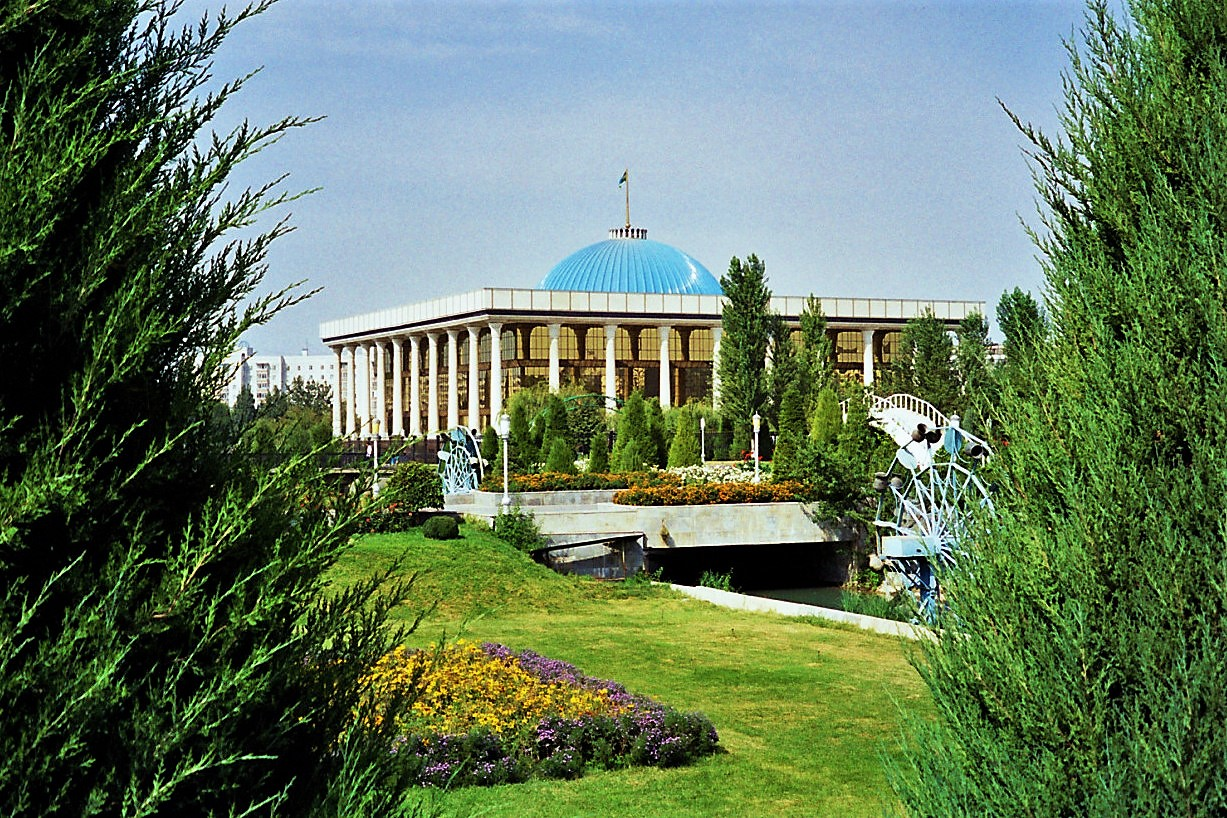
Siedziba parlamentu w Taszkencie

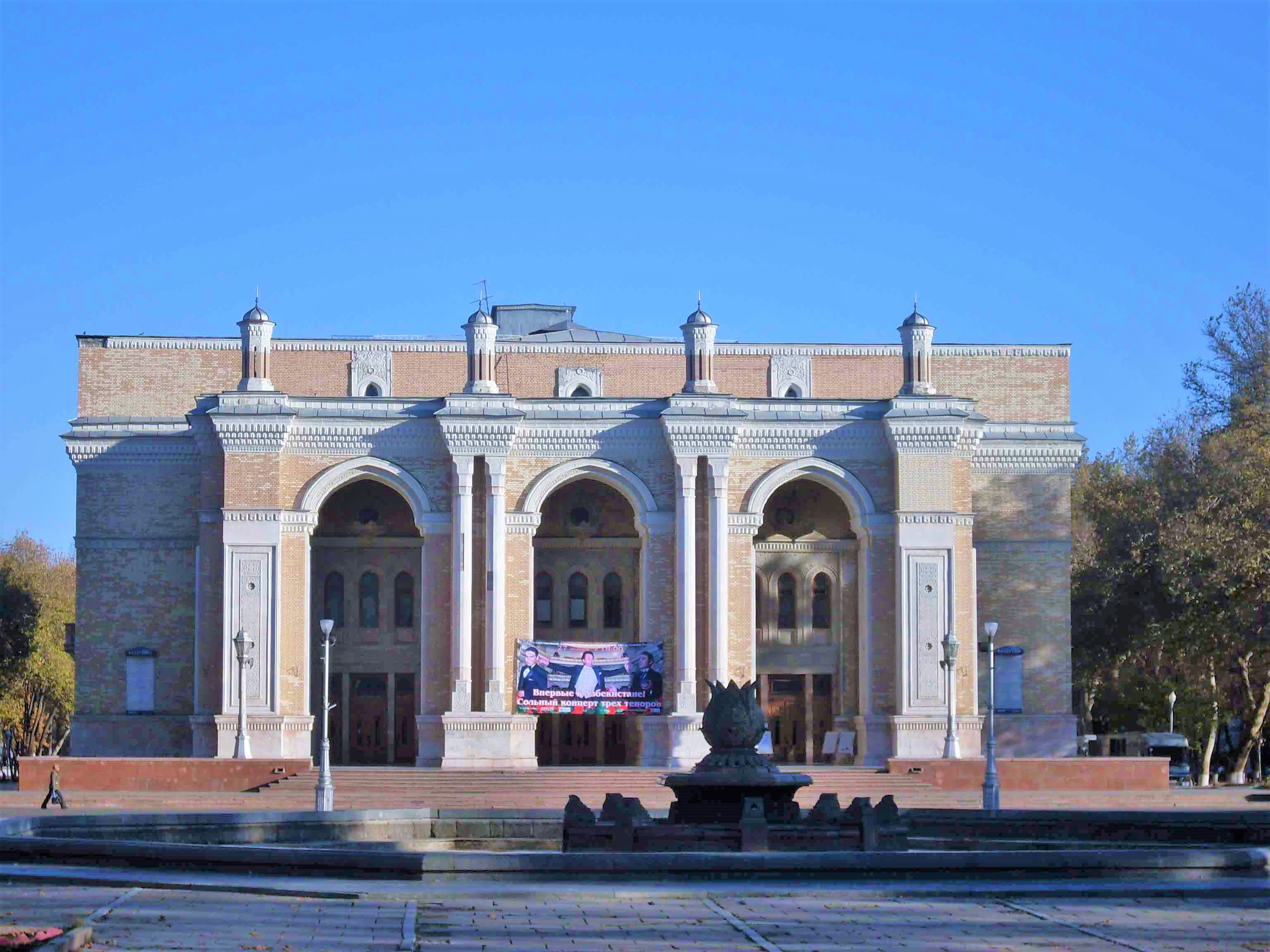
Teatr Nawoj w Taszkencie

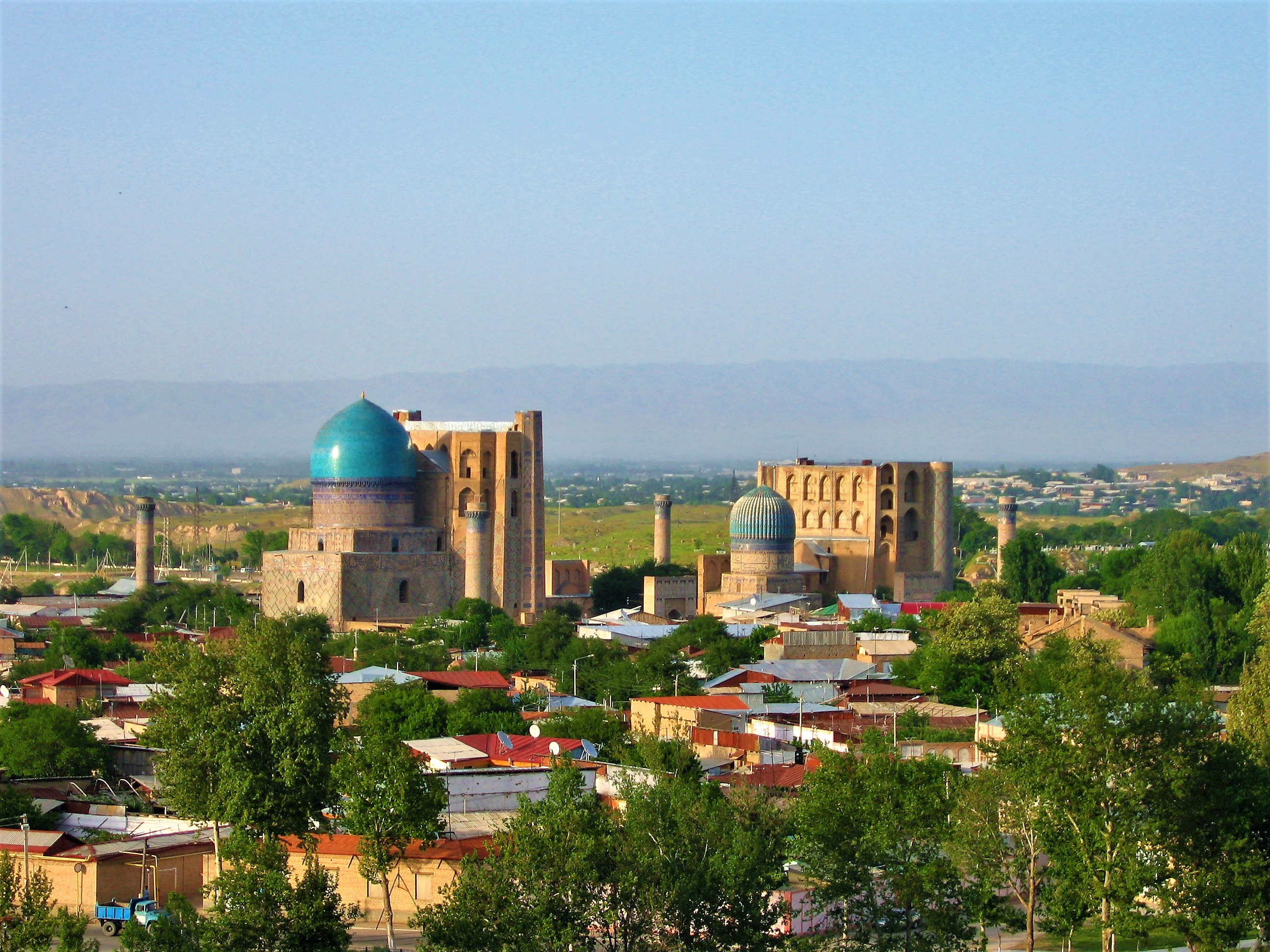
Samarkanda

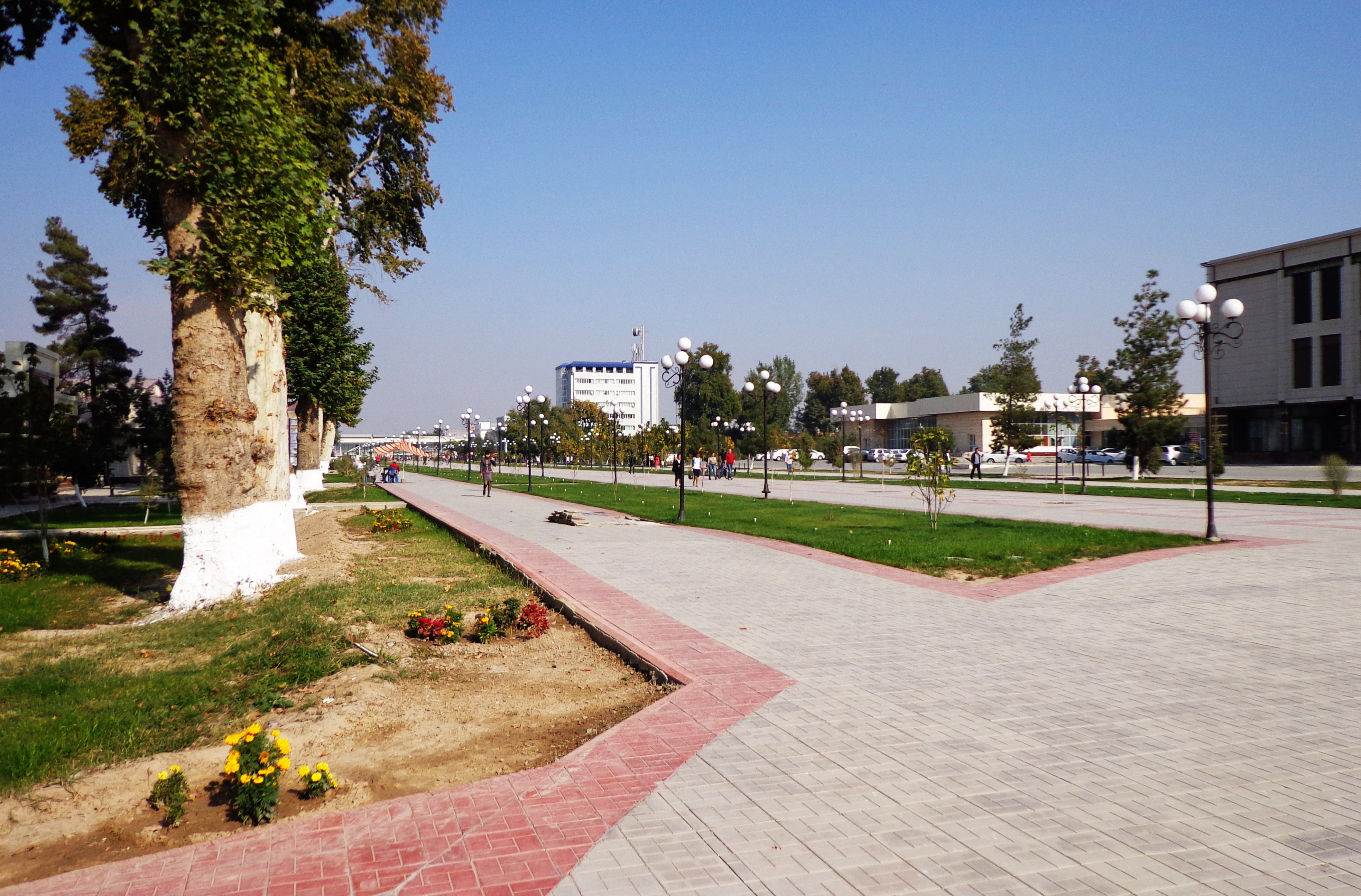
Fergana

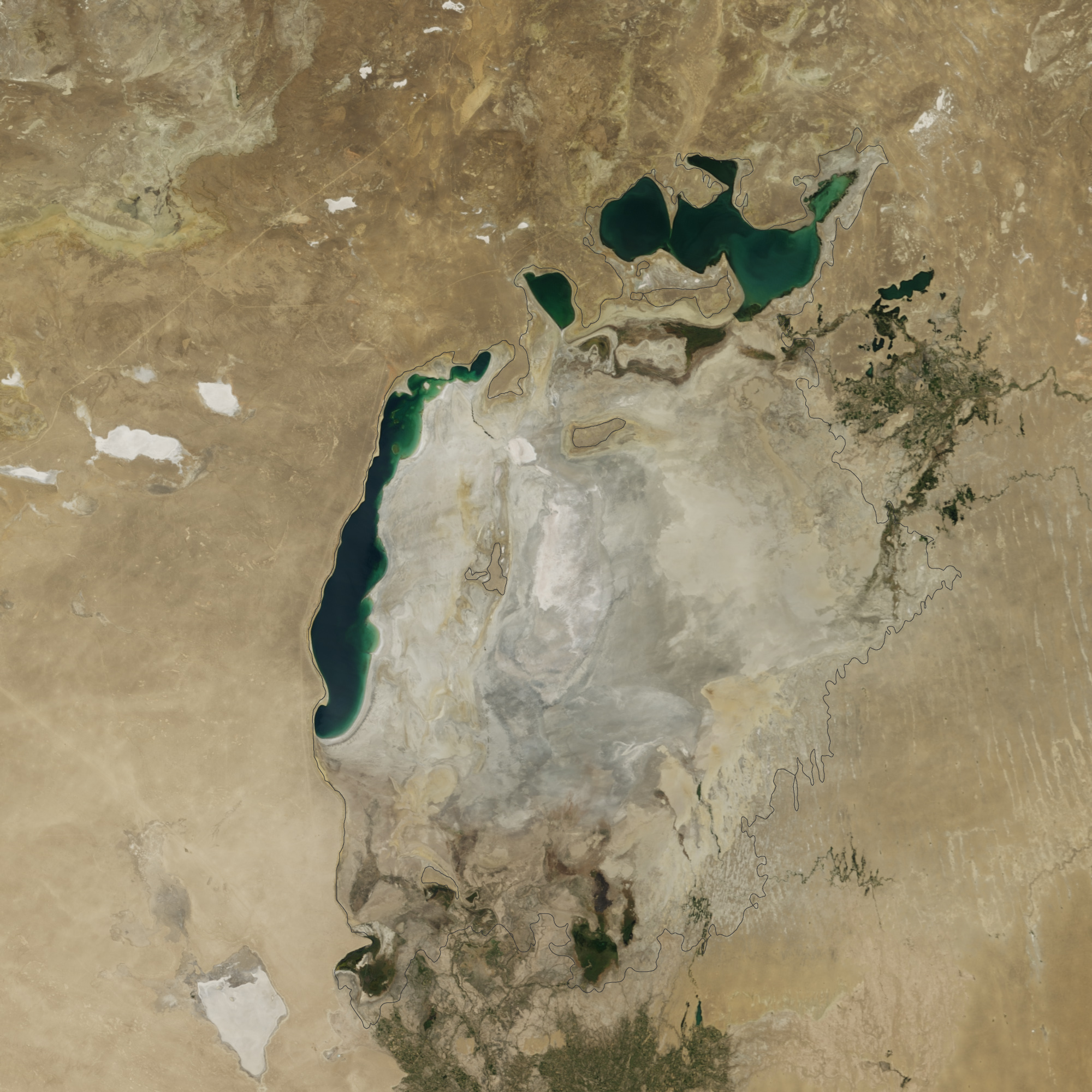
Jezioro Aralskie na granicy Uzbekistanu i Kazachstanu

Uzbekistan, Republika Uzbekistanu (uzb. Oʻzbekiston, Oʻzbekiston Respublikasi) – państwo położone w Azji Środkowej, członek Wspólnoty Niepodległych Państw. Jest krajem podwójnie śródlądowym.
Uzbekistan jest najludniejszym krajem Azji Środkowej (ponad 45% ludności regionu), a po gwałtownym spadku liczby ludności Ukrainy stał się w 2023 r. drugim po Rosji najludniejszym krajem powstałym po rozpadzie ZSRR.

## Geografia
Uzbekistan leży w Azji Środkowej między dwiema wielkimi rzekami – Amu-darią i Syr-darią. Powierzchnia w większości równinna. Około 20% powierzchni kraju stanowią góry i przedgórza. Na wschodzie i północnym wschodzie kraju leżą Góry Ałajskie i Tienszan, gdzie znajduje się najwyższy szczyt kraju – Hazrat Sulton, osiągający wysokość 4634 m n.p.m. Między nimi leży urodzajna, nawadniana Kotlina Fergańska, której część należy do Uzbekistanu. Środkową część kraju zajmuje Nizina Turańska z rozległą pustynią Kyzył-kum, na której terenami osadniczymi są nieliczne oazy i doliny rzek Syr-darii, Zarafszanu, Kaszka-darii i Amu-darii. Zachodni skraj zajmuje równie pustynny płaskowyż Ustiurt. Do Uzbekistanu należy południowa część dawnego Jeziora Aralskiego.
Klimat kontynentalny skrajnie suchy, z ciepłymi zimami (temperatura wahająca się w przedziale 3 do 10 °C) i gorącym, suchym latem, z temperaturami sięgającymi nawet 45 °C. Mała ilość opadów (do 200 mm na terenach równinnych), nie sprzyja rozwojowi rolnictwa, i czyni koniecznym nawadnianie pól uprawnych.
Uzbekistan jest krajem podwójnie śródlądowym. Łączna długość granic z poszczególnymi sąsiadami wynosi 6221 km (Afganistan 137 km, Kazachstan 2203 km, Kirgistan 1099 km, Tadżykistan 1161 km, Turkmenistan 1621 km). Do największych miast należą: Taszkent (stolica), Samarkanda, Namangan, Andiżan, Buchara, Fergana, Chiwa.

## Historia
W I tysiącleciu p.n.e. terytorium dzisiejszego Uzbekistanu znajdowało się w obrębie starożytnych królestw Baktrii i Sogdiany (znajdujące się w Uzbekistanie miasto Samarkanda było niegdyś centrum tego ostatniego). Od VI w. p.n.e. rządzili tutaj przedstawiciele perskiej dynastii Achemenidów. Obszar ten został następnie podbity przez Aleksandra Macedońskiego. Po jego śmierci rządzili tu Seleucydzi. Wielkiego znaczenia nabrał tzw. Jedwabny Szlak, będący swoistą linią łączności pomiędzy cywilizacjami Chin, Indii, Bliskiego Wschodu i Europy. W połowie III wieku p.n.e. władzę objęły miejscowe rody, następnie część ziem znalazła się w imperium Kuszanów. W VIII wieku Uzbekistan dostał się pod panowanie Arabów. Ich najazd doprowadził do upadku rozwijającej się od czasów Aleksandra kultury, która, odmieniona za przyczyną głębokiej islamizacji, mogła odrodzić się dopiero w IX w. W X wieku nastąpiły opuszczenie ziem przez wojska arabskie i objęcie rządów przez irańską dynastię Samanidów. W latach 1220–1221 nastąpił tragiczny w skutkach najazd wojsk Czyngis-chana, który pozostawił po sobie wiele zniszczeń. Dopiero w XIV wieku Mongołowie zostali wyparci przez Timura, a terytorium obecnego Uzbekistanu wkroczyło na drogę szybkiego rozwoju. W końcu XV wieku terenem udało się zawładnąć przedstawicielom koczowniczych plemion uzbeckich, które osiedliły się między Amu-darią a Syr-darią ok. 1430. Poszczególne chanaty były stopniowo podbijane przez Rosję carską w XIX wieku, która o wpływy na tym terenie rywalizowała z Imperium brytyjskim. W 1924 powstała Uzbecka Socjalistyczna Republika Radziecka, która weszła w skład ZSRR. 31 sierpnia 1991 ogłoszona została deklaracja niepodległości. Na podstawie Rezolucji Rady Bezpieczeństwa ONZ nr 737 z 29 stycznia 1992 roku Uzbekistan został członkiem ONZ.
W latach 90. w kraju wybuchło powstanie dżihadystyczne wywołane przez Islamski Ruch Uzbekistanu. Jego głównym celem było utworzenie w Uzbekistanie państwa muzułmańskiego, następnie w całej Azji Centralnej, w której miałby zostać utworzony ponadnarodowy kalifat. Radykalne poglądy ruchu zdobyły poparcie Al-Kaidy.

## Struktura etniczna
Według statystyk oficjalnych (w kraju od 1989 nie przeprowadzono ani jednego spisu ludności) w 2017 roku Uzbecy stanowili 83,80% ludności kraju. Inne narodowości zamieszkujące Uzbekistan to Tadżycy (4,81%), Kazachowie (2,50%), Rosjanie (2,33%), Karakałpacy (2,21%), Kirgizi (1,85%), Tatarzy (0,61%), Turkmeni (0,60%), Koreańczycy (0,55%). W 2019 roku liczba ludności w Uzbekistanie wynosiła 33 398 578 mieszkańców.

## Ustrój polityczny
Uzbekistan jest unitarną republiką, w której funkcjonuje system prezydencki. Głową państwa jest Prezydent Republiki Uzbekistanu, którym od 8 września 2016 jest Shavkat Mirziyoyev. Według obowiązującego prawa wyborczego prezydent jest wybierany w wyborach powszechnych na 5-letnią kadencję z możliwością jednej reelekcji, wcześniej kadencje trwały 7 lat. W ostatnich wyborach z 24 października 2021 Shavkat Mirziyoyev otrzymał według oficjalnych danych 80,1% głosów. Na czele rządu stoi premier, którym od 14 grudnia 2016 jest Abdulla Aripov.
Władzę ustawodawczą sprawuje dwuizbowy parlament (Najwyższe Zgromadzenie, uzb. Oliy Majlis). W skład 150-osobowej izby niższej (Izba Ustawodawcza, uzb. Qonunchilik palatasi) wchodzą przedstawiciele partii:
Koalicja rządowa:
- Liberalno-Demokratyczna Partia Uzbekistanu (52)
- Demokratyczna Partia Odnowy Narodowej Uzbekistanu (36)

Opozycja parlamentarna:
- Ludowo-Demokratyczna Partia Uzbekistanu (27)
- Socjaldemokratyczna Partia Sprawiedliwości (20)
- Ekologiczny Ruch Uzbekistanu (15)

Uzbekistan jest członkiem Organizacji Narodów Zjednoczonych, Wspólnoty Niepodległych Państw, Organizacji Współpracy Gospodarczej i Szanghajskiej Organizacji Współpracy.
Uzbekistan znalazł się na 158. miejscu ze 167 państw objętych badaniem wskaźnika demokracji przez Economist Intelligence Unit w 2017 roku.

## Podział administracyjny
Pod względem administracyjnym kraj dzieli się na 12 wilajetów (andiżański, bucharski, chorezmijski, dżyzacki, fergański, kaszkadaryjski, namangański, nawojski, samarkandzki, surchandaryjski, syrdaryjski, taszkencki), jedną republikę autonomiczną Karakałpację, oraz jedno miasto stołeczne Taszkent.

## Polityka wewnętrzna i zagraniczna
Zachodni obserwatorzy wskazywali na naruszenia praw człowieka przez reżim Isloma Karimova. Wybory parlamentarne z 26 grudnia 2004 roku, uznane przez władze rosyjskie za przejrzyste, w pełni demokratyczne i prawidłowo zorganizowane, wywołały falę krytyki ze strony obserwatorów zachodnich, zwłaszcza tych działających z ramienia OBWE. Zwracano uwagę m.in. na niedopuszczanie do wyborów działaczy opozycyjnych oraz całkowitą kontrolę środków przekazu przez administrację Karimova.
Karimov podejmował wszelkie możliwe środki, aby zapobiec przejęciu władzy w państwie przez skrajne organizacje islamskie. W tym celu prowadzone były działania mające na celu niszczenie aktywności tych organizacji, z prewencyjnymi aresztowaniami i brutalnymi metodami śledztwa włącznie. W 2001 roku Karimov naraził się islamskim fundamentalistom, pozwalając Stanom Zjednoczonym na korzystanie z uzbeckiej przestrzeni powietrznej i obecność amerykańskich kontyngentów wojskowych służących do wsparcia działań w Afganistanie. Uzbeckie władze zastrzegły równocześnie, iż mogą to być wyłącznie oddziały pomocnicze i humanitarne, unikając w ten sposób oskarżeń o udzielenie Amerykanom bazy wypadowej do rozpoczęcia wojny napastniczej. To właśnie z terytorium Uzbekistanu Związek Radziecki napadł na Afganistan w 1979 roku. W swej polityce zagranicznej Karimov zręcznie lawirował pomiędzy Rosją a Stanami Zjednoczonymi, nie dopuszczając do pełnego uzależnienia się od żadnego z nich.

## Transport

### Lotnictwo cywilne
Po ogłoszeniu niepodległości Republiki Uzbekistanu, zgodnie z Dekretem Prezydenta Republiki Uzbekistanu z dnia 28 stycznia 1992 r., Narodowa Spółka Lotnicza Uzbekistan Airways została utworzona na bazie Ministerstwa Lotnictwa Cywilnego Uzbekistanu, które podlegało jurysdykcji byłego Ministerstwa Lotnictwa Cywilnego Związku . Transport lotniczy jest jednym z wiodących sektorów gospodarki Uzbekistanu, służącym rozwojowi międzynarodowych, gospodarczych, dyplomatycznych i kulturalnych więzi kraju ze światem zewnętrznym. W nowoczesny sprzęt wyposażone są lotniska w Taszkientcie, Nukusie, Samarkandzie, Bucharze, Urgenczu, Termezie, Karszy, Namanganie,  Ferganie, Nawoi.  Międzynarodowy Port Lotniczy w Taszkiencie jest największym międzynarodowym lotniskiem w regionie  Azji Środkowej. Lotniska w Bucharze, Samarkandzie, Urgenczu są również lotniskami międzynarodowymi. Narodowe linie lotnicze Uzbekistan Airways regularnie obsługują 20 lotów międzynarodowych. Otwarto 44 przedstawicielstwa w miastach Europy, Ameryki, 
Azji Południowo-Wschodniej i krajów WNP
Przez lata, od uzyskania niepodległości, rząd Republiki Uzbekistanu przeznaczył 1 miliard 200 milionów dolarów na przemysł lotniczy. Dokonano inwestycji wynoszących dolary amerykańskie i zbudowano rozwiniętą nowoczesną infrastrukturę. Wszystkie loty międzynarodowe są wykonywane samolotami Boeing 767, Boeing 757, Airbus A310, U-85. Narodowe linie lotnicze Uzbekistan Airways współpracują z największymi europejskimi firmami branży Airbus, amerykańskimi firmami Boeing, rosyjskim biurem projektowym Iljuszyn, firmami niemieckimi i francuskimi w różnych dziedzinach.

### Transport kolejowy
Transport kolejowy łączą wiele miast w Uzbekistanie, a także sąsiednich byłych republik radzieckich. Ponadto po uzyskaniu niepodległości uruchomiono dwa systemy kolei dużych prędkości. We wrześniu 2011 roku Uzbekistan zainaugurował działanie pierwszego w Azji Środkowej pociągu dużych prędkości łączącego Taszkient z Samarkandą. Nowy szybki pociąg elektryczny Talgo 250, nazwany Afrosiyob, został wyprodukowany przez Patentes Talgo S.L. 

## Siły zbrojne
Według rankingu Global Firepower wojska uzbeckie w 2014 roku liczyły 65 tys. żołnierzy zawodowych oraz 20 tys. rezerwistów. Uzbeckie siły zbrojne stanowiły w 2014 roku 48. siłę militarną na świecie, a w 2015 roku zajęły 54. miejsce pod względem rocznego budżetu na cele obronne, który wyniósł 70 mln USD.
Uzbekistan, z racji braku bezpośredniego dostępu do morza, dysponuje dwoma rodzajami sił zbrojnych: wojskami lądowymi oraz siłami powietrznymi. Uzbrojenie sił lądowych Uzbekistanu składało się w 2014 roku z: 420 czołgów, 715 opancerzonych pojazdów bojowych, 143 dział samobieżnych, 109 wieloprowadnicowych wyrzutni rakietowych oraz 980 zestawów artylerii holowanej. Uzbeckie siły powietrzne z kolei posiadały w 2014 roku uzbrojenie w postaci m.in. 69 myśliwców, 48 samolotów transportowych (w 2015 – 49), 2 samolotów szkolno-bojowych, 65 śmigłowców oraz 25 śmigłowców szturmowych. Poza spadkiem w rankingu i nabyciem jednego samolotu transportowego w/w dane nie zmieniły się w stosunku do 2014 roku.

## Gospodarka
Uzbekistan to kraj w przeważającej mierze rolniczy, w którym największe znaczenie gospodarcze od lat posiada uprawa bawełny (światowy lider w produkcji). Rozwinięte są produkcja jedwabiu, hodowla owiec i sadownictwo. Sprzyjający klimat pozwala na uprawę takich roślin jak morele, brzoskwinie, winorośl właściwa, granaty. Corocznie produkuje się również około 3,5 miliona ton ziarna zbóż. Kraj posiada znaczące zapasy różnorodnych surowców mineralnych. Wśród nich wymienić można złoto (4. miejsce na świecie), miedź (11.), uran (7.), ołów, srebro, fosforyty, sole potasowe. Odkryto zapasy gazu ziemnego.
Dochód narodowy: 3800 USD na 1 mieszkańca (2014). Inflacja: 10%. Struktura zatrudnienia: usługi – 35,7%, przemysł – 26,3%, rolnictwo – 38%. Handel zagraniczny: eksportuje się głównie bawełnę, metale, nawozy sztuczne, natomiast importuje się żywność, tekstylia, obuwie. Głównymi partnerami handlowymi są: Rosja, Chiny, Ukraina, Korea Południowa, Niemcy. Obroty w handlu z zagranicą w 2004 – eksport: 3,7 mld USD, import: 2,82 mld USD.
W maju 2018 pod wpływem presji międzynarodowej w kraju zakazano pracy przymusowej, głównie osób niepełnoletnich. Wcześniej wysyłano uczniów i pracowników instytucji państwowych do pracy przy zbieraniu bawełny i sprzątaniu ulic.

## Problemy ekologiczne
Opracowany za czasów Związku Radzieckiego nieprzemyślany system irygacji pól bawełny doprowadził do katastrofy ekologicznej. W wyniku stałego wysychania Jeziora Aralskiego powstała ogromna pustynia pełna szkodliwych substancji chemicznych, które przez dziesięciolecia wymywane były z pól uprawnych, gdzie stosowane były w zdecydowanie nadmiernych ilościach. Ma to katastrofalny wpływ na zdrowie mieszkańców. W rejonach na południe od Jeziora Aralskiego notuje się wysoki poziom zachorowań na raka, zwłaszcza układu pokarmowego, białaczkę, cholerę. Tereny te charakteryzują się również wysoką śmiertelnością noworodków. Uczeni wskazują na możliwość powstania dziedzicznych wad genetycznych.

## Media
W 2020 roku w rankingu wolności prasy Uzbekistan zajął 156. miejsce.

## Kultura

### Obiekty światowego dziedzictwa UNESCO
Uzbekistan ma pięć obiektów kulturowych i dwa obiekty przyrodnicze na liście światowego dziedzictwa UNESCO. Obiekty kulturowe to:
- Itchan Kala (Chiwa), dodane w 1990 r.
- Historyczne centrum Buchary, dodane w 1993 r.
- Historyczne centrum Shahrisabz, dodane w 2000 r.
- Samarkanda – Skrzyżowanie Kultur, dodane w 2001 r.
- Jedwabny Szlak Korytarz Zarafshon-Karakum, dodane w 2023 r.[20][21]

Obiekty naturalne to:
- Zachodni Tien-Szan, dodane w 2016 r.
- Zimne zimowe pustynie Turan, dodane w 2023 r.[22].

## Religia
Struktura religijna kraju w 2021 roku według World Christian Database:
- muzułmanie – 96,2%,
- bez religii – 2,5%,
- chrześcijanie – 1% (prawosławni – 0,6%, niezależne kościoły – 0,27%, protestanci – 0,12%, niestowarzyszeni – 0,04% i katolicy – 0,01%),
- tradycyjne religie etniczne – 0,19%,
- buddyści – 0,14%,
- inne religie – 0,02%.

Odsetek chrześcijan w kraju spada w miarę emigracji etnicznych Rosjan i innych Słowian. Według raportu z 2018 roku ok. 93% uważało się za muzułmanów i 4% za chrześcijan prawosławnych. W kraju funkcjonowało także 50 kościołów zielonoświątkowych, 27 koreańskich protestantów, 22 baptystów, 9 adwentystów dnia siódmego, 8 wspólnot żydowskich, 6 ośrodków bahaistów i 5 kościołów katolickich. Uzbekistan znany jest jako miejsce systematycznego łamania praw i wolności religijnych obywateli.